# توماس پنانت
توماس پنانت (انگلیسی: Thomas Pennant؛ ۱۴ ژوئن (O.S.) ۱۷۲۶ – ۱۶ دسامبر ۱۷۹۸) یک گیاه‌شناس، پرنده‌شناس، و جانورشناس اهل بریتانیا بود.